# García I van Galicië
García I van Galicië (ca. 1040 – 1090) was koning van Galicië en Portugal van 1065 tot 1071. Hij was de jongste van de drie zonen van koning Ferdinand I van Castilië en Sancha van León.
Na het overlijden van zijn vader kreeg hij Galicië en het gebied wat nu het noordelijke deel van Portugal omvat, toebedeeld. Hij proclameerde het gebied meteen als het onafhankelijke koninkrijk Galicië en Portugal, voordeel trekkend uit de strijd die zijn twee oudere broers Sancho II van Castilië en Alfons VI van León en Asturië met elkaar leverden. García was ook de eerste die de titel Koning van Portugal ging voeren, nadat hij in 1071 de hertog van Portugal Nuno Mendes had afgezet na hem verslagen te hebben in de slag van Pedroso.
In 1071 veroverde zijn broer Sancho van Castilië de koninkrijken Galicië op García en León-Asturië op Alfons VI. In 1072 wist Alfons zijn broer Sancho op zijn beurt te verslaan en was hij heerser over de drie koninkrijken (en noemde zichzelf dan ook keizer van Hispania). Hij zou García uit zijn toevluchtsoord Sevilla terugroepen en hem in een klooster laten opsluiten, waar hij tot zijn dood zou verblijven.
Vanaf dat moment zou Galicië een blijvend deel vormen van het koninkrijk Castilië en León, met enige mate van autonomie.

## Voorouders
| Voorouders van García I van Galicië (1040-1090) | Voorouders van García I van Galicië (1040-1090)                   | Voorouders van García I van Galicië (1040-1090)                   | Voorouders van García I van Galicië (1040-1090)                   | Voorouders van García I van Galicië (1040-1090)                   | Voorouders van García I van Galicië (1040-1090)                  | Voorouders van García I van Galicië (1040-1090)                  | Voorouders van García I van Galicië (1040-1090)                | Voorouders van García I van Galicië (1040-1090)                |
| ----------------------------------------------- | ----------------------------------------------------------------- | ----------------------------------------------------------------- | ----------------------------------------------------------------- | ----------------------------------------------------------------- | ---------------------------------------------------------------- | ---------------------------------------------------------------- | -------------------------------------------------------------- | -------------------------------------------------------------- |
| Overgrootouders                                 | García II van Navarra (964-1000) ∞ Jimena Fernández (-1045)       | García II van Navarra (964-1000) ∞ Jimena Fernández (-1045)       | Sancho I Garcés (965-1017) ∞ Uracca Salvadores (-)                | Sancho I Garcés (965-1017) ∞ Uracca Salvadores (-)                | Bermudo II van León (953-999) ∞ 1003 Elvira van Castilië (-1017) | Bermudo II van León (953-999) ∞ 1003 Elvira van Castilië (-1017) | Menendo González (-) ∞ ? (-)                                   | Menendo González (-) ∞ ? (-)                                   |
| Grootouders                                     | Sancho III van Navarra (990-1035) ∞ Mayor van Castilië (995-1066) | Sancho III van Navarra (990-1035) ∞ Mayor van Castilië (995-1066) | Sancho III van Navarra (990-1035) ∞ Mayor van Castilië (995-1066) | Sancho III van Navarra (990-1035) ∞ Mayor van Castilië (995-1066) | Alfons V van León (994-1028) ∞ Elvira Menéndez (-1022)           | Alfons V van León (994-1028) ∞ Elvira Menéndez (-1022)           | Alfons V van León (994-1028) ∞ Elvira Menéndez (-1022)         | Alfons V van León (994-1028) ∞ Elvira Menéndez (-1022)         |
| Ouders                                          | Ferdinand I van León (1016-1065) ∞ Sancha van León (1013-1067)    | Ferdinand I van León (1016-1065) ∞ Sancha van León (1013-1067)    | Ferdinand I van León (1016-1065) ∞ Sancha van León (1013-1067)    | Ferdinand I van León (1016-1065) ∞ Sancha van León (1013-1067)    | Ferdinand I van León (1016-1065) ∞ Sancha van León (1013-1067)   | Ferdinand I van León (1016-1065) ∞ Sancha van León (1013-1067)   | Ferdinand I van León (1016-1065) ∞ Sancha van León (1013-1067) | Ferdinand I van León (1016-1065) ∞ Sancha van León (1013-1067) |